# العلاقات الكاميرونية المولدوفية
العلاقات الكاميرونية المولدوفية هي العلاقات الثنائية التي تجمع بين الكاميرون ومولدوفا.

## مقارنة بين البلدين
هذه مقارنة عامة ومرجعية للدولتين:
| وجه المقارنة                                              | الكاميرون                      | مولدوفا                           |
| --------------------------------------------------------- | ------------------------------ | --------------------------------- |
| المساحة (كم2)                                             | 475.44 ألف                     | 33.85 ألف                         |
| عدد السكان (نسمة)                                         | 24.05 مليون                    | 2.55 مليون                        |
| الكثافة السكانية (ن./كم²)                                 | 50.58                          | 75.33                             |
| العاصمة                                                   | ياوندي                         | كيشيناو                           |
| اللغة الرسمية                                             | لغة فرنسية، لغة إنجليزية       | اللغة المولدوفية، اللغة الرومانية |
| العملة                                                    | فرنك وسط أفريقي                | ليو مولدوفي                       |
| الناتج المحلي الإجمالي (بليون دولار)                      | 34.80 مليار                    | 8.13 مليار                        |
| الناتج المحلي الإجمالي (تعادل القوة الشرائية) بليون دولار | 72.72 مليار                    | 17.94 مليار                       |
| الناتج المحلي الإجمالي الاسمي للفرد دولار أمريكي          | 1.22 ألف                       | 3.65 ألف                          |
| الناتج المحلي الإجمالي للفرد دولار أمريكي                 | 2.97 ألف                       | 4.98 ألف                          |
| مؤشر التنمية البشرية                                      | 0.512                          | 0.693                             |
| رمز المكالمات الدولي                                      | +237                           | +373                              |
| رمز الإنترنت                                              | .cm                            | .md                               |
| المنطقة الزمنية                                           | توقيت غرب أفريقيا، ت ع م+01:00 | ت ع م+02:00، ت ع م+03:00          |

## منظمات دولية مشتركة
يشترك البلدان في عضوية مجموعة من المنظمات الدولية، منها:
| علم المنظمة | اسم المنظمة                               | تاريخ انضمام الكاميرون | تاريخ انضمام مولدوفا |
| ----------- | ----------------------------------------- | ---------------------- | -------------------- |
|             | مؤسسة التنمية الدولية                     | 10 أبريل 1964          | 14 يونيو 1994        |
|             | يونسكو                                    | 11 نوفمبر 1960         | 27 مايو 1992         |
|             | وكالة ضمان الاستثمار متعدد الأطراف        | 7 أكتوبر 1988          | 9 يونيو 1993         |
|             | الأمم المتحدة                             | 20 سبتمبر 1960         | 2 مارس 1992          |
|             | الفريق المعني برصد الأرض                  | ?                      | ?                    |
|             | الاتحاد البريدي العالمي                   | ?                      | ?                    |
|             | البنك الدولي للإنشاء والتعمير             | 10 يوليو 1963          | 12 أغسطس 1992        |
|             | الاتحاد الدولي للاتصالات                  | 22 ديسمبر 1960         | 20 أكتوبر 1992       |
|             | منظمة حظر الأسلحة الكيميائية              | ?                      | ?                    |
|             | مؤسسة التمويل الدولية                     | 1 أكتوبر 1974          | 10 مارس 1995         |
|             | المركز الدولي لتسوية المنازعات الاستشارية | 2 فبراير 1967          | 4 يونيو 2011         |
|             | منظمة التجارة العالمية                    | ?                      | ?                    |
|             | منظمة الشرطة الجنائية الدولية             | ?                      | ?                    |

## وصلات خارجية
- موقع وزارة الخارجية الكاميرونية
- موقع وزارة الخارجية المولدوفية